# Liste de points extrêmes de la Nouvelle-Zélande
Voici une liste des points extrêmes de la Nouvelle-Zélande.
| \| North Cape Slope Point cap Palliser cap Farewell cap de l'Est cap de l'Ouest Aoraki/Mont Cook \| Localisation de points extrêmes de la Nouvelle-Zélande |
| North Cape Slope Point cap Palliser cap Farewell cap de l'Est cap de l'Ouest Aoraki/Mont Cook                                                              |

## Latitude et longitude

### Île du Nord
- Nord : Surville Cliffs, cap du Nord (34° 23′ S, 172° 59′ E)
- Sud : cap Palliser (41° 37′ S, 175° 16′ E)
- Ouest : cap Maria van Diemen (34° 28′ S, 172° 38′ E)
- Est : cap de l'Est (37° 41′ S, 178° 30′ E)

### Île du Sud
- Nord : cap Farewell (40° 29′ S, 172° 41′ E)
- Sud : Slope Point (46° 40′ S, 168° 59′ E)
- Ouest : cap de l'Ouest (45° 54′ S, 166° 25′ E)
- Est : cap Campbell (41° 44′ S, 174° 16′ E)

### Totalité du territoire
- Nord : île Nugent, îles Kermadec (29° 13′ S, 177° 50′ E)[1]
- Sud : île Jacquemart, au Sud de l'île Campbell (52° 37′ S, 169° 08′ E)[2]
- Ouest : cape Lovitt (en), îles Auckland (50° 48′ S, 166° 15′ E)
- Est : Motuhara (The Forty-Fours), au large des îles Chatham[1],[3]

## Altitude
- Maximale :
  - Île du Nord : mont Ruapehu, 2 796 m (39° 18′ S, 175° 35′ E)
  - Île du Sud : mont Cook, 3 764 m (43° 36′ S, 170° 10′ E)
  - Totalité du territoire : mont Cook, 3 764 m
- Minimale : océan Pacifique, 0 m